# 斯捷尔利塔马克
斯捷尔利塔马克（俄语：Стерлитама́к）是俄罗斯巴什科尔托斯坦共和国的第二大城市，位于别拉亚河畔，面积为108.52平方千米，海拔高度150米，2017年人口为280,233人。
斯捷尔利塔马克是重要的化工中心。